# دانشگاه لیون
دانشگاه لیون (فرانسوی: Université de Lyon‎) واقع در لیون و سن اتین، فرانسه، مرکز آموزش عالی و تحقیقاتی است که شامل ۱۱ عضو و ۲۴ مؤسسه مرتبط است. سه دانشگاه اصلی در این مرکز عبارتند از: دانشگاه لیون ۱ که بر مطالعات بهداشتی و علوم تمرکز دارد و تقریباً ۲۷۰۰۰ دانشجو دارد. دانشگاه لومیر لیون ۲، که بر علوم اجتماعی و هنر متمرکز است و حدود ۳۰۰۰۰ دانشجو دارد. دانشگاه ژان مولن لیون ۳، که بر قانون و علوم انسانی با حدود ۲۰۰۰۰ دانشجو تمرکز دارد.